# Кюртен (община)
Кюртен (нем. Kürten, рип. Küürden) — коммуна в Германии, в земле Северный Рейн-Вестфалия. У неё имеется дополнительное название — Община Штокхаузена.
Подчиняется административному округу Кёльн. Входит в состав района Рейниш-Бергиш. Население составляет 19 973 человек (на 31 декабря 2023 года). Занимает площадь 67,29 км².
Коммуна подразделяется на 69 сельских поселений.

## Личности

### Почётный гражданин
- Карлхайнц Штокхаузен (1928–2007) — композитор, проживший в поселении Кеттенберг 24 года. В 1988 году был назван первыи и пока единственным почётным гражданином Кюртена. 22 августа 2008 года, в день, когда ему исполнилось бы 80 лет, ратушная площадь «Марктфельд» была переименована в «Карлхайнц-Штокхаузен-Платц».[4]